# Mycalesis zopyrus
Mycalesis zopyrus är en fjärilsart som beskrevs av Vincenz Kollar 1844. Mycalesis zopyrus ingår i släktet Mycalesis och familjen praktfjärilar. Inga underarter finns listade i Catalogue of Life.